# Claudio Castelucho
Claudio Castelucho (właśc. Claudio Castelucho Diana; ur. 5 lipca 1870 w Barcelonie, zm. 31 października 1927 w Paryżu) – hiszpański malarz i rzeźbiarz; działający w Paryżu.

## Życiorys
Naukę malarstwa rozpoczął w domu rodzinnym pod opieką ojca, z zawodu scenografa, i kontynuował na Królewskiej Katalońskiej Akademii Sztuk Pięknych św. Jerzego w Barcelonie.
W roku 1892 przybył do Paryża wraz z rodziną. Został profesorem w Akademii Colarossi, w roku 1904 został współzałożycielem, a w roku 1905 profesorem w Académie de la Grande Chaumière.
Do jego uczniów należeli m.in. Amerykanka Alice Pike Barney i Polak Alfons Karpiński.

## Wybrane dzieła

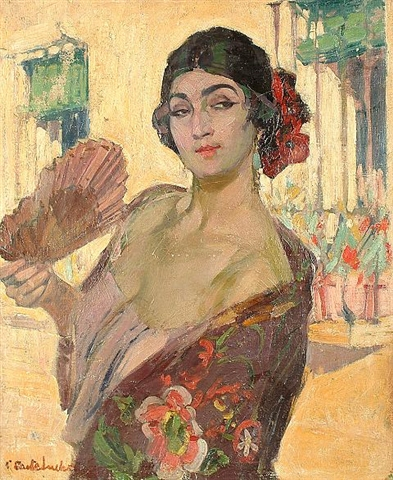
Tancerka flamenco, ok. 1905
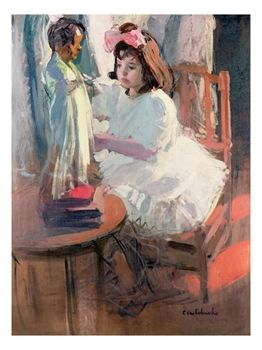
Lalka, ok. 1905
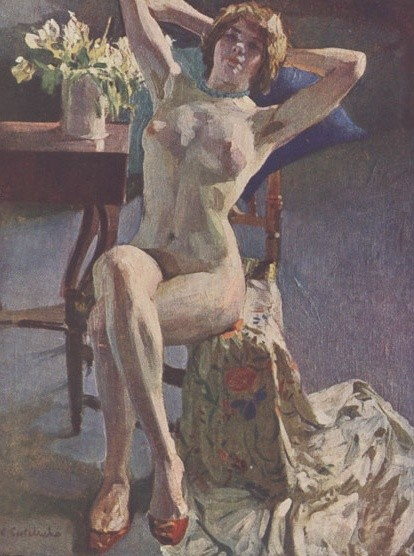
Akt, ok. 1914
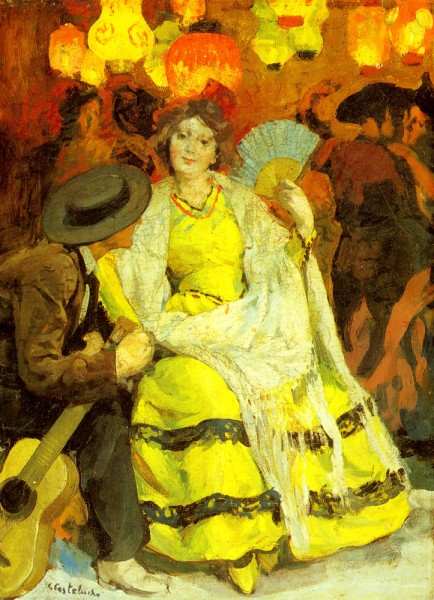
Słuchając muzyki